# Silogismo inductivo
El silogismo inductivo, también llamado silogismo dialéctico por Aristóteles, es un tipo de silogismo categórico cuya característica principal es que la causa, el porqué de un hecho, se encuentra en la conclusión.
- Silogismo inductivo

Si "una larga vida" se predica de "todos los hombres, caballos y mulas"
y "carentes de hiel" únicamente se predica de "todos los hombres, caballos y mulas
es necesario que "carentes de hiel" se predique de "los seres dotados de una larga vida"
La causa de que "todos los hombres, caballos y mulas" tengan "una larga vida" está en que todos ellos "carecen de hiel". "Carecen de hiel" se encuentra en la conclusión, por lo tanto estamos ante un silogismo inductivo.